# Col·legi Sagrada Família
El Colegio Sagrada Familia fue fundado en 1966 por las hermanas del Instituto de las religiosas de San José de Gerona con el objetivo de ofrecer una formación integral a todos sus alumnos.

## Ideología[citarequerida]
Las hermanas Religiosas de San José de Gerona, defienden la misión fundamental de su ideario como el de "vivir el espíritu del evangelio de Jesús con las características del carisma de su fundadora. "Velar y servir", con preferencia a los alumnos más débiles y vulnerables. Tanto la misión, la visión y los valores del Colegio Sagrada Familia se basan en estos principios y en la concepción cristiana del mundo y de la vida.
- Misión: Ofrecer educación integral y de calidad al alcance de todo el mundo, siendo siempre fiel a los principios y valores cristianos.
- Visión: Se concreta en la nueva visión del Reino de Dios, un Reino que comparte características con las Bienaventuranzas. Su visión con escuela se basa en la disposición a adaptarse al cambio, tanto de la sociedad como de la educación, al favorecer el desarrollo ético, ofrecer igualdad de oportunidades y promover la no discriminación cultural, social o religiosa.
- Valores: Servicio, velatorio, sencillez, alegría, confianza en Dios y actitud misericordiosa a la persona humana.

## María Gay Tibau
María Gay Tibau fue una religiosa que dedicó parte de su vida a atender enfermos necesitados de forma desinteresada. En 1870, para seguir con su labor, fundó el Instituto de Religiosas de San José de Gerona. Desde ese momento, la institución ha seguido la labor de la madre fundadora, ayudando a personas en situación desfavorecidas a través de obras sociales y de trabajo voluntario.

## El colegio
La escuela se encuentra a la carretera de Sant Feliu, en Girona. El colegio acoge alumnos de ciclo infantil, ciclo mediano y ciclo superior. El centro ofrece servicio de hogar de niños, comedor y transporte, así como actividades extraescolares como guitarra o patinaje. 
Las instalaciones del colegio están formadas por trece aulas, un patio cubierto y otro de arena para los niños de educación infantil, dos patios de recreo, un teatro, aula de informática y aula de audiovisuales.
Al 2016, la escuela celebró sus 50 años de fundación. Durando todo el año fueron numerosas las celebraciones para conmemorar su nacimiento.